# Composit
Il composit è un particolare biglietto da visita utilizzato da modelli ed attori, utilizzato a scopo conoscitivo e promozionale.
Di solito, il composit consiste in un cartoncino con una fotografia del modello stampata sul fronte, e un collage di cinque o sei fotografie sul retro, insieme al nome e ai dati relativi alle caratteristiche fisiche, come misure, altezza e taglia.
I primi composit sono comparsi a Londra intorno al 1965, realizzati da Peter Marlowe e stampati in formato A4 sino al 1972, quando si passò al formato A5. In seguito, altre aziende iniziarono a pubblicare prodotti simili per l'industria della moda utilizzando nomi differenti, finché Marlowe non registrò il marchio "Model Composite" in Europa e negli Stati Uniti
.